# 울프 (와이오밍주)
울프는 미국 와이오밍주 셰리든 군에 위치한 비법인지구이다. 해발고도는 1,410m이다. 비록, 울프 마을은 비법인지구에 속하지만, 1993년 폐쇄될 때까지 우편번호를 82844번을 이용했다. 울프 마을의 공공교육은 셰리든 제2 교육구에서 전담한다.